# Шевченковский сельский совет (Бильмакский район)
Шевченковский сельский совет (укр. Шевченківська сільська рада) — входит в состав
Бильмакского района
Запорожской области
Украины.
Административный центр сельского совета находится в 
с. Шевченковское.

## Населённые пункты совета
- с. Шевченковское
- с. Руденка
- с. Терновое
- с. Труженка